# Been there, done that
Been there, done that is een livealbum van de Britse band Radio Massacre International.
Het album is een aanvulling op het via commerciële kanalen uitgegeven livealbum Upstairs downstairs. Been there, done that is een cd-r, die alleen bij de artiest zelf was te bestellen. De muziek van Upstairs downstairs is aangepast en opgepoetst voor de uitgave, de muziek van Been there, done that is ruw op de cd-r gezet. Het album bevat net als Upstairs downstairs aan elkaar "gelaste" secties van concerten. Concerten waaruit geput werd, waren:
- Emma Festival, Sheffield, 1995
- The Monarch, Londen, 1995
- Madame Gigi's, October Gallery, Bull & Gate, Londen, 1997

## Musici
- Steve Dinsdale, Duncan Goddard, Gary Houghton – synthesizers

## Muziek
| Nr. | Titel                                            | Duur  |
| --- | ------------------------------------------------ | ----- |
| 1.  | Been there, done that (part 1) (alle concerten)  | 58:29 |
| 2.  | Been there, done that (part 2) (October Gallery) | 10:06 |